# 德吉 (扶贫工作者)
德吉，女，中华人民共和国政治人物、全国脱贫攻坚先进个人。

## 生平
德吉任拉萨市尼木县自然资源局派驻尼木吞弥现代农业产业园区车厘子种植负责人。因在脱贫攻坚战中作出突出贡献，2021年2月25日全国脱贫攻坚总结表彰大会上，德吉被授予“全国脱贫攻坚先进个人”。